# Patricia Miller (Tennisspielerin)
Patricia Miller (* 31. Januar 1972) ist eine ehemalige uruguayische Tennisspielerin.
In ihrer Karriere gewann sie auf ITF-Turnieren vier Doppeltitel und erzielte ein Preisgeld in Höhe von 21.579 US-Dollar. Im Federation Cup trat sie für Uruguay meist an der Seite von Claudia Brause an: erstmals im Juli 1990 beim Aufeinandertreffen mit dem US-Team und letztmals 1993 bei den in Frankfurt ausgerichteten Begegnungen gegen Schweden und Kanada. Bei ihrem Einsatz bei den Südamerikaspielen 1986 in Chile sicherte sie im Einzelwettbewerb Uruguay die Goldmedaille. Miller gehörte außerdem zum uruguayischen Aufgebot bei den Panamerikanischen Spielen 1987 und 1991. 1987 gewann sie Bronze in der Einzelkonkurrenz.
Miller gewann insgesamt dreimal den uruguayischen Meistertitel und erhielt 1986 den goldenen Charrúa (Charrúa de Oro) im Rahmen der Verleihung des Premio Charrúa. Andere Quellen nennen für die Ernennung seitens der uruguayischen Journalistenvereinigung Círculo de Periodistas del Uruguay zu Uruguays Sportlerin des Jahres das Jahr 1987.
Ihre beste Notierung in der Tennisweltrangliste im Einzel erreichte Miller am 30. Januar 1989 mit Platz 218. In der Doppelwertung war sie am 10. Juni 1991 auf Position 194 gelistet. In der Juniorenweltrangliste der ITF war sie 1988 auf Rang 3 im Doppel und Position 8 im Einzel eingestuft.